# Damian Janikowski
Damian Janikowski (ur. 27 czerwca 1989 we Wrocławiu) – polski zapaśnik, startujący i walczący w kategorii do 84 kg w stylu klasycznym. Brązowy medalista igrzysk olimpijskich w Londynie (2012), wicemistrz świata, wicemistrz Europy, brązowy medalista Mistrzostw Europy, Trzykrotny srebrny medalista Wojskowych Mistrzostw Świata oraz srebrny medalista Wojskowych Igrzysk Olimpijskich w Korei. Były Zawodnik WKS Śląsk Wrocław. Od 2016 zawodnik mieszanych sztuk walki (MMA) walczący dla polskiej federacji KSW, w której zajmuje 6. miejsce w oficjalnym rankingu wagi średniej.

## Życiorys
Wicemistrz świata ze Stambułu (2011). Rok wcześniej, na mistrzostwach świata w Moskwie był piąty, podobnie jak na mistrzostwach Europy w 2009 roku. Podczas mistrzostw Europy w Belgradzie (2012) przegrał w finale kategorii do 84 kilogramów z Christo Marinowem. Był również brązowym medalistą mistrzostw świata juniorów (2009 w kat. 74 kg). Na Letnich Igrzyskach Olimpijskich w Londynie zdobył brązowy medal w kategorii do 84 kg. W 2014 roku wywalczył brązowy medal mistrzostw Europy w Vantaa.
W 2009 i 2013 zdobył tytuł mistrza Polski seniorów w kat. 84 kg. W 2010 zajął w tych zawodach drugie miejsce (kat. 84 kg), a w 2008 trzecie (w kat. 74 kg).
W okresie od grudnia 2010 do maja 2017 (termin wypowiedzenia służby: 31 maja 2017) był żołnierzem Wojska Polskiego, gdzie dosłużył się stopnia kaprala.
W marcu 2013 został ambasadorem i zawodnikiem drużyny futbolu amerykańskiego Devils Wrocław. W maju 2013 przeniósł się do zespołu Giants Wrocław, w barwach którego (z numerem 11, na pozycji kopacza) zadebiutował w PLFA.
Został podopiecznym Fundacji im. Feliksa Stamma.
W 2013 pojawił się jako raper na składance hiphopowej Drużyna mistrzów 2: sport, muzyka, pasja w utworze „Zastrzyk motywacji” (w 2012 zapaśnik przyznał, że poprzednia płyta projektu pt. Drużyna mistrzów, motywowała go podczas igrzysk w Londynie, w tym przed walką o brązowy medal olimpijski) i wystąpił w teledysku do tego utworu.

## Osiągnięcia

### Międzynarodowe
| Rok  | Zawody                        | Miasto                           | Msc. | Kat.  | Źr.    |
| ---- | ----------------------------- | -------------------------------- | ---- | ----- | ------ |
| 2004 | Mistrzostwa Europy kadetów    | Albena                           | 17.  | 46 kg | [ 17 ] |
| 2006 | Mistrzostwa Europy kadetów    | Stambuł                          | 18.  | 63 kg | [ 18 ] |
| 2007 | Mistrzostwa Europy juniorów   | Belgrad                          | 8.   | 74 kg | [ 19 ] |
| 2007 | Mistrzostwa świata juniorów   | Pekin                            | 20.  | 74 kg | [ 20 ] |
| 2009 | Mistrzostwa Europy juniorów   | Tbilisi                          | 7.   | 74 kg | [ 21 ] |
| 2009 | Mistrzostwa świata juniorów   | Ankara                           | 3.   | 74 kg | [ 22 ] |
| 2009 | Mistrzostwa świata            | Herning                          | 8.   | 84 kg | [ 23 ] |
| 2010 | Mistrzostwa Europy            | Baku                             | 13.  | 84 kg | [ 24 ] |
| 2010 | Mistrzostwa świata            | Moskwa                           | 5.   | 84 kg | [ 25 ] |
| 2011 | Mistrzostwa Europy            | Dortmund                         | 5.   | 84 kg | [ 26 ] |
| 2011 | Mistrzostwa świata            | Stambuł                          | 2.   | 84 kg | [ 27 ] |
| 2012 | Mistrzostwa Europy            | Belgrad                          | 2.   | 84 kg | [ 28 ] |
| 2012 | Igrzyska Olimpijskie          | Londyn                           | 3.   | 84 kg | [ 29 ] |
| 2013 | Mistrzostwa Europy            | Tbilisi                          | 15.  | 84 kg | [ 30 ] |
| 2013 | Mistrzostwa świata            | Budapeszt                        | 5.   | 84 kg | [ 31 ] |
| 2013 | Mistrzostwa świata wojskowych | Teheran                          | 2.   | 84 kg | [ 32 ] |
| 2014 | Mistrzostwa Europy            | Vantaa                           | 3.   | 85 kg | [ 33 ] |
| 2014 | Mistrzostwa świata wojskowych | Joint Base McGuire–Dix–Lakehurst | 2.   | 85 kg | [ 34 ] |

### Krajowe
| Rok  | Zawody                         | Miasto               | Msc. | Kat.  | Źr.    |
| ---- | ------------------------------ | -------------------- | ---- | ----- | ------ |
| 2008 | Mistrzostwa Polski seniorów    | Wrocław              | 3.   | 74 kg | [ 35 ] |
| 2009 | Mistrzostwa Polski juniorów    | Katowice             | 1.   | 74 kg | [ 36 ] |
| 2009 | Mistrzostwa Polski seniorów    | Dębica               | 1.   | 74 kg | [ 37 ] |
| 2009 | Młodzieżowe mistrzostwa Polski | Poznań               | 1.   | 84 kg | [ 38 ] |
| 2010 | Mistrzostwa Polski seniorów    | Żary                 | 2.   | 84 kg | [ 39 ] |
| 2010 | Młodzieżowe mistrzostwa Polski | Janów Lubelski       | 1.   | 84 kg | [ 40 ] |
| 2011 | Młodzieżowe mistrzostwa Polski | Poznań               | 1.   | 96 kg | [ 41 ] |
| 2012 | Młodzieżowe mistrzostwa Polski | Piotrków Trybunalski | 1.   | 96 kg | [ 42 ] |
| 2013 | Mistrzostwa Polski seniorów    | Kostrzyn             | 1.   | 84 kg | [ 43 ] |
| 2014 | Mistrzostwa Polski seniorów    | Solec Kujawski       | 2.   | 98 kg | [ 44 ] |

## Kariera MMA

### KSW
28 listopada 2016 podczas magazynu Puncher złożył podpis na kontrakcie z Konfrontacją Sztuk Walki. Po zakończeniu programu polska federacja podała informację, że Janikowski oficjalnie został ich zawodnikiem.
W oktagonie zadebiutował 27 maja 2017 podczas gali KSW 39: Colosseum na Stadionie Narodowym w Warszawie. Tam pokonał przez techniczny nokaut w pierwszej rundzie Julio Gallegosa.
W drugim pojedynku na KSW 41: Mańkowski vs. Soldić pokonał doświadczonego weterana, Antoniego Chmielewskiego przez techniczny nokaut w drugiej rundzie.
Podczas KSW 43: Soldić vs. du Plessis we Wrocławiu pokonał przez nokaut w 18 sekundzie pierwszej rundy byłego mistrza organizacji BAMMA i EFC Worldwide, Yannicka Bahatiego. Po walce został nagrodzony bonusem za nokaut wieczoru.
Na wydarzeniu KSW 45: The Return to Wembley, które odbyło się 6 października 2018 w Londynie zmierzył się Michałem Materlą. Przegrał w pierwszej odsłonie przez techniczny nokaut. Pojedynek był półfinałem mini turnieju o pas wagi średniej.
23 marca 2019 na gali KSW 47: The X-Warriors zmierzył się z serbskim „Jokerem”, Aleksandarem Iliciem. Pojedynek przez dwie rundy dominował zapaśniczo Janikowski, jednak w trzeciej rundzie Ilić trafił brutalnym kopnięciem okrężnym w głowę Polaka, po czym Janikowski upadł i przegrał pojedynek nokautem.
14 września 2019 podczas gali KSW 50: London w Anglii pokonał przez werbalne poddanie w pierwszej rundzie Anglika, Tonego Gilesa.
7 grudnia 2019 na gali KSW 52: Race w Gliwicach stoczył walkę z byłym sztangistą, Szymonem Kołeckim. Przegrał przez techniczny nokaut w drugiej rundzie.
10 października 2020 na gali KSW 55: Askham vs. Khalidov 2 w Łodzi pokonał po wyrównanej walce niejednogłośną decyzją sędziów szwedzkiego zapaśnika, Andreasa Gustafssona.
20 marca 2021 na gali KSW 59: Fight Code zmierzył się z Jasonem Radcliffem. Zwyciężył przez TKO w drugiej odsłonie, rozbijając ciosami w parterze Anglika.
4 września 2021 podczas wydarzenia KSW 63: Crime of The Century w Warszawie, przegrał decyzją jednogłośną z byłym mistrzem Babilon MMA oraz debiutującym w federacji, doświadczonym Pawłem Pawlakiem. Pojedynek nagrodzono bonusem za walkę wieczoru.
19 marca 2022 podczas KSW 68: Parnasse vs. Rutkowski w Radomiu, spektakularnie znokautował w wymianie ciosów prawą ręką byłego mistrza Armia Fight Night, Tomasza Jakubca. Po walce został nagrodzony przez organizację podwójnym bonusem (za walkę i nokaut wieczoru).
10 września 2022 w drugiej głównej walce gali KSW 74: De Fries vs. Prasel, która odbyła się Ostrowie Wielkopolskim, przegrał przez kontrowersyjne poddanie gilotyną z Tomem Breesem. Janikowski po przerwaniu walki przez sędziego Tomasza Brondera nie zgadzał się z takim zakończeniem tego starcia.

### High League i dalsze walki w KSW
10 grudnia 2022 stoczył po raz pierwszy walkę poza organizacją KSW. Podczas gali typu freak fight – High League 5: Alberto vs. Tybori pokonał znanego z kick-boxingu Mateusza Kubiszyna, dominując go zapaśniczo w każdej z trzech rund. Dystans rundy w tej walce wynosił 3 minuty.
Powrót do klatki KSW stoczył 15 lipca 2023 podczas gali KSW 84: De Fries vs. Bajor w Gdyni. Jego rywalem był mistrz federacji TFL w wadze średniej, Cezary Kęsik. Po emocjonującym pojedynku zwyciężył jednogłośną decyzją sędziów (30-27, 30-27, 29-28).
Na gali XTB KSW 89: Bartosiński vs. Parnasse, która odbyła się 16 grudnia 2023 zmierzył się z Tomaszem Romanowskim. Pomimo problemów w rundzie pierwszej, w późniejszych odsłonach dominował i rozbijał swojego rywala w parterze, ostatecznie wygrywając jednogłośną decyzją sędziów. Zawodnicy od organizacji otrzymali bonus za walkę wieczoru.
20 lipca 2024 w walce wieczoru gali XTB KSW 96: Pawlak vs. Janikowski 2 doszło do jego rewanżu z Pawłem Pawlakiem, którego stawką był pas mistrzowski KSW wagi średniej. Ponownie uległ rywalowi jednogłośnie na kartach punktowych.
Na jubileuszowej gali XTB KSW 100, która odbyła się 16 listopada 2024 w Gliwicach, zmierzył się ze sklasyfikowanym na 2. miejscu w rankingu KSW dywizji średniej, Piotrem Kuberskim. Przegrał przez techniczny nokaut w drugiej rundzie. Trzy dni później, Janikowski otrzymał od organizacji KSW piąty bonus za walkę wieczoru.
Podczas gali XTB KSW 106: Parnasse vs. Held, która odbyła się 10 maja 2025 we francuskim Lyonie, skrzyżował rękawice z byłym mistrzem organizacji Hexagone MMA w wadze średniej, Laïdem Zerhounim. W pierwszej rundzie został znokautowany przez Francuza.

## Lista zawodowych walk w MMA
| Wynik     | Bilans | Przeciwnik (bilans przed walką) | Rozstrzygnięcie                                    | Runda | Czas | Rozgrywki                             | Data       | Miejsce             | Uwagi                                                        |
| --------- | ------ | ------------------------------- | -------------------------------------------------- | ----- | ---- | ------------------------------------- | ---------- | ------------------- | ------------------------------------------------------------ |
| Przegrana | 10-8   | Laïd Zerhouni (14-9. 1 NC)      | KO (kombinacja ciosów)                             | 1     | 1:54 | XTB KSW 106: Parnasse vs. Ziółkowski  | 10.05.2025 | Lyon                |                                                              |
| Przegrana | 10-7   | Piotr Kuberski (14-1)           | TKO (ciosy pięściami)                              | 2     | 0:47 | XTB KSW 100: Khalidov vs. Bartosiński | 16.11.2024 | Gliwice             | Bonus za walkę wieczoru.                                     |
| Przegrana | 10-6   | Paweł Pawlak (23-4-1)           | Decyzja (jednogłośna)                              | 5     | 5:00 | XTB KSW 96: Pawlak vs. Janikowski 2   | 20.07.2024 | Łódź                | Pojedynek o pas mistrzowski KSW w wadze średniej. Main Event |
| Wygrana   | 10-5   | Tomasz Romanowski (18-9. 1NC)   | Decyzja (jednogłośna)                              | 3     | 5:00 | XTB KSW 89: Bartosiński vs. Parnasse  | 16.12.2023 | Gliwice             | Bonus za walkę wieczoru.                                     |
| Wygrana   | 9-5    | Cezary Kęsik (13-3)             | Decyzja (jednogłośna)                              | 3     | 5:00 | KSW 84: De Fries vs. Bajor            | 15.07.2023 | Gdynia              |                                                              |
| Wygrana   | 8-5    | Mateusz Kubiszyn (1-0)          | Decyzja (jednogłośna)                              | 3     | 3:00 | High League 5: Alberto vs. Tybori     | 10.12.2022 | Łódź                | Limit umowny -90 kg.                                         |
| Przegrana | 7-5    | Tom Breese (14-3)               | Poddanie (duszenie gilotynowe)                     | 2     | 1:55 | KSW 74: De Fries vs. Prasel           | 10.09.2022 | Ostrów Wielkopolski | Co-Main Event.                                               |
| Wygrana   | 7-4    | Tomasz Jakubiec (10-3)          | KO (prawy sierpowy)                                | 1     | 3:42 | KSW 68: Parnasse vs. Rutkowski        | 19.03.2022 | Radom               | Bonusy za nokaut oraz walkę wieczoru.                        |
| Przegrana | 6-4    | Paweł Pawlak (18-4-1)           | Decyzja (jednogłośna)                              | 3     | 5:00 | KSW 63: Crime of The Century          | 04.09.2021 | Warszawa            | Bonus za walkę wieczoru. Co-Main Event.                      |
| Wygrana   | 6-3    | Jason Radcliffe (16-7)          | TKO (ciosy pięściami w parterze)                   | 2     | 4:42 | KSW 59: Fight Code                    | 20.03.2021 | Łódź                |                                                              |
| Wygrana   | 5-3    | Andreas Gustafsson (6-0)        | Decyzja (niejednogłośna)                           | 3     | 5:00 | KSW 55: Askham vs. Khalidov 2         | 10.10.2020 | Łódź                |                                                              |
| Przegrana | 4-3    | Szymon Kołecki (7-1)            | TKO (ciosy pięściami)                              | 2     | 3:03 | KSW 52: Race                          | 07.12.2019 | Gliwice             | Limit umowny do 91,5 kg. Co-Main Event.                      |
| Wygrana   | 4-2    | Tony Giles (6-1)                | Poddanie (werbalne poddanie walki przez zawodnika) | 1     | 1:24 | KSW 50: London                        | 14.09.2019 | Londyn              |                                                              |
| Przegrana | 3-2    | Aleksandar Ilić (11-2)          | KO (kopnięcie okrężne w głowę)                     | 3     | 0:32 | KSW 47: The X-Warriors                | 23.03.2019 | Łódź                |                                                              |
| Przegrana | 3-1    | Michał Materla (26-6)           | TKO (ciosy pięściami w parterze)                   | 1     | 3:10 | KSW 45: The Return to Wembley         | 06.10.2018 | Londyn              | Półfinał turnieju w kategorii średniej.                      |
| Wygrana   | 3-0    | Yannick Bahati (8-3)            | TKO (ciosy pięściami w parterze)                   | 1     | 0:18 | KSW 43: Soldić vs. du Plessis         | 14.04.2018 | Wrocław             | Bonus za nokaut wieczoru. Co-Main Event.                     |
| Wygrana   | 2-0    | Antoni Chmielewski (32-16)      | TKO (ciosy pięściami w parterze)                   | 2     | 2:33 | KSW 41: Mańkowski vs. Soldić          | 23.12.2017 | Katowice            |                                                              |
| Wygrana   | 1-0    | Julio Gallegos (8-7)            | TKO (uderzenie kolanem i ciosy pięściami)          | 1     | 1:26 | KSW 39: Colosseum                     | 27.05.2017 | Warszawa            | Debiut w MMA.                                                |

## Filmografia[81]
- 2019: Underdog – zawodnik na konferencji
- 2020: Asymetria – „Pako”

## Odznaczenia
- Srebrny Krzyż Zasługi – 2013[82]
- Złoty Medal „Za zasługi dla obronności kraju” – 2013[83]